# كاثرين ستيفن
كاثرين ستيفن (بالإنجليزية: Katharine Stephen)‏ (من مواليد 26 فبراير 1856 - تُوفيت في عام 1924) كانت أمينة مكتبة ومديرة كلية نيونهام في جامعة كامبريدج.

## عائلتها
ولدت كاثرين ستيفن في لندن في 26 فبراير 1856، ابنة ماري ريتشندا كانينغهام (1829-1912) وجيمس فيتزجيمس ستيفن (1829-1894) الذي كان يعمل قاضياً.
كانت ابنة شقيق كارولين ستيفن وابن عم فرجينيا وولف وفانيسا بيل.

## عملها
عملت كاثرين ستيفن في كلية نيونهام في كامبريدج. انضمت لأول مرة إلى الكلية كسكرتيرة لهيلين جلادستون وعملت مع آن جيما كلاف لتعليم الرجال العاملين صباح يوم الأحد في مدرسة سانت ماثيو، بارنويل. عُيِّنَت أمينة لمكتبة نيوهام «أول مكتبة بنيت لهذا الغرض» في عام 1888. واصلت عملها حتى أصبحت نائبة للمدير، وفي عام 1911، كانت مديرة الكلية خلال سنوات الحرب العالمية الأولى، واحتفظت بمقعدها في المجلس بعد تقاعدها في عام 1920.
حصلت ستيفن على لوحة من قبل ابنة عمها فانيسا بيل ولكن هذه اللوحة فقدت. وهي الآن في كلية نيونهام في غلين فيلبوت.
توفيت ستيفن بسبب السرطان في 16 يونيو 1924 في منزلها في ساوث كنزنغتون. كانت ستيفن مخلصة لعائلتها. حيث كانت ترى أمها كل يوم أو تكتب لها رسالة. كانت عمتها، كارولين ستيفن، قريبة منها هي الأخرى وكانت صديقة لكاثرين.
أتت كارولين للعيش في كامبريدج في عام 1895 وكانت كاتبه، وفي كتاب كارولين الأخير ذكرت ابنة اختها كاثرين.

## كتبها
- التاريخ الفرنسي لأطفال اللغة الإنجليزية (1881). - اسم مستعار - سارة بروك.
- ثلاثة اسكتشات القرن السادس عشر (1884). - اسم مستعار - سارة بروك.